# طرح بزرگ تحول طبیعت
طرح بزرگ تحول طبیعت (به روسی :великое преобразование природы) شناخته شده با عنوانِ برنامهٔ استالین برای تحول طبیعت، یک پروژهٔ جاه‌طلبانه، آرمانشهری و پروپاگاندایی دولتی بود که در دوران رهبریِ ژوزف استالین در اتحاد جماهیر شوروی سوسیالیستی طراحی شده بود. این برنامه سعی در ایجاد تغییراتی بزرگ در طبیعت با هدف ایجاد بهره‌وری بیشتر از زمین‌ها، بیابان‌زدایی و توسعه در بخش کشاورزی خلق شده بود.

## شرح برنامه
مناطقی از سرزمین شوروی (بالأخص آسیای میانه) دارای آب وهوایی گرم و بیابانی بود و بهره‌برداری و تولید محصولات کشاورزی در آن مناطق خشک غیرممکن بود، بر همین اساس کمتیهٔ مرکزی حزب کمونیست (بلشویک) و شورای وزیران شوروی با فرمانی در سال ۱۹۴۸ برنامه‌ای توسعه محور با عنوان «طرح بزرگ تحول طبیعت» درجهت بهبود محیط‌زیست آن مناطق، در رسانه‌های اتحاد جماهیر شوروی مطرح کردند که جزئیات آن به شرح زیر بود:
- ساخت بیش از ۵٫۷ میلیون هکتار مناطق جنگلی و سبزدشت در جنوب شوروی.
- بهبود شرایط آب‌وهوایی و جلوگیری از خشکسالی و گردوغبار ناشی از آن توسط خلق مناطق استپی. (به گمان طراحان این پروژه با کاشت درختچه‌ها و تولید مناطق استپی می‌توان بر مناطق خشک و بی آب علف جنوبی روسیه غلبه کرد و هم به تعدیل آب‌وهوا رسید و درنهایت نیز از پیشروی ریزگردها جلوگیری کرد)
- ایجاد شبکه‌های آبرسانی به مناطق خشک و بیابانی آسیای میانه.
[۱]

ادعا شده بود که این اَبَر-پروژه براساس تحقیقات و مطالعات فراوانی که در دانشگاه‌ها و مراکز تحقیقاتی شوروی انجام شده بود طرح‌ریزی شده‌است اما بنا به عقیدهٔ عده‌ای از منتقدان و همچنین نتایج زیانبار این پروژه، مشخص شد که این طرح عظیم از پشتوانهٔ کارشناسی و علمیِ کمی برخوردار بوده و شرایط آب‌وهوایی و زیست‌محیطی آن مناطق را نادیده گرفته است و حاصل آن نیز چیزی جز شکست نبود.

این طرح کمی بعد از مرگ استالین در ۱۹۵۳ و پیش از اتمام قانونی (پیش‌بینی شده بود که این طرح تا سال ۱۹۶۵ طول خواهد کشید)، متوقف شد.